# بئاتا شیتی
بئاتا شیتی (مجاری: Siti Beáta؛ زادهٔ ۲۳ سپتامبر ۱۹۷۳) بازیکن هندبال اهل مجارستان است.